# Штучний м'яз
Штучні м'язи, також відомі як м'язоподібні приводи, — це матеріали або пристрої, які імітують природні м'язи та можуть змінювати свою жорсткість, оборотно скорочуватися, розширюватися або обертатися в межах одного компонента через зовнішній стимул (наприклад, напруга, струм, тиск або температура). Три основні реакції на спрацьовування — стиснення, розширення та обертання — можна об'єднати в одному компоненті для створення інших типів рухів (наприклад, згинання шляхом стискання однієї сторони матеріалу та розширення іншої сторони). Звичайні двигуни та пневматичні лінійні або поворотні приводи не кваліфікуються як штучні м'язи, оскільки в приведенні в дію бере участь більше одного компонента.
Завдяки своїй високій гнучкості, універсальності та співвідношенню потужності до ваги порівняно з традиційними жорсткими актуаторами, штучні м'язи мають потенціал стати революційною новою технологією. Хоча наразі технологія обмежено використовується, вона може мати широке застосування в майбутньому в промисловості, медицині, робототехніці та багатьох інших галузях.